# Genyochromis mento
Genyochromis mento là một loài trong chi đơn loài cá cichlidae. Loài cá này đặc hữu của hồ Malawi ở Đông Phi.
Nó được tìm thấy ở các quốc gia Malawi, Mozambique, và Tanzania.